# フレディ・アルバレス
フレディ・アシエイ・アルバレス・サエス（Freddy Asiel Álvarez Sáez , 1989年4月29日 - ）は、キューバ共和国ビジャ・クララ州コラリージョ出身の野球選手（投手）。右投げ右打ち。キューバ国内リーグ"セリエ・ナシオナル・デ・ベイスボル"のナランハス・デ・ビジャ・クララに所属している。

## 経歴
ジュニアナショナル時代から、同期で出身地も同じダヤン・ビシエドと双璧の存在として注目されていた。AA世代、AAA世代でも当該ナショナルチームのエース級投手として国際大会で活躍した。
2007-2008シーズンにスランプに陥った。
2008-2009シーズンは復調した。7月にオランダのロッテルダムで開催された第12回ワールドポート・トーナメントのキューバ代表に選出された。続いて同年9月の第38回IBAFワールドカップで初のA代表に選ばれた。
2010-2011シーズンは防御率1.89で最優秀防御率を獲得した。2011年10月の第39回IBAFワールドカップでは決勝戦の対オランダ戦で2失点したユリエスキ・ゴンサレスの後を受けてリリーフ登板。5回を無失点に抑えたものの、チームはオランダに完封負けを喫し、好投は報われなかった。
2012年11月6日に「侍ジャパンマッチ2012「日本代表 VS キューバ代表」」のキューバ代表が発表され代表入りした。台湾で行われたサンダーシリーズに出席後に、14日に来日した。第2戦で先発投手として登板し、6回・無失点に抑えた。
2013年3月に第3回WBCのキューバ代表に選出された。第2ラウンド初戦の対オランダ戦で2-1の僅差で2回からリリーフ登板して、6回に2走者を出したところで降板。後を受けたヤディエル・ペドロソがジョナサン・スコープに3点本塁打を打たれ、敗戦した。球数制限の関係から第2ラウンドの以降の試合での登板は不可能となり、投手力不足に苦しむキューバには大きな痛手となった。
2014年11月に2014年中央アメリカ・カリブ海競技大会の野球キューバ代表に選出された。
2015年7月に2015年パンアメリカン競技大会の野球キューバ代表に選出された。
11月には第1回WBSCプレミア12のキューバ代表に選出された。同月にはフレデリク・セペダやミゲル・ラエラと共にコロンビアのウィンターリーグ・リーガ・コロンビアーナ・デ・ベイスボル・プロフェシオナルのカサドレス・デ・アルテミサに派遣されることが発表されたが、故障のため出場できなかった。
2016年3月にタンパベイ・レイズとの親善試合のキューバ代表に選出された。

## プレースタイル
若い頃のホセ・コントレラスと投球フォームがよく似ている。大舞台に強く、安定した調子で投げることが出来る。平均89mph（約143km/h）のツーシームを軸にスライダーやカーブを織り交ぜる投球で、守備やクイックもそつなくこなす。

## 詳細情報

### 年度別投手成績
| 年 度     | 球 団     | 登 板 | 先 発 | 完 投 | 完 封 | 無 四 球 | 勝 利 | 敗 戦 | セ 丨 ブ | ホ 丨 ル ド | 勝 率 | 打 者 | 投 球 回 | 被 安 打 | 被 本 塁 打 | 与 四 球 | 敬 遠 | 与 死 球 | 奪 三 振 | 暴 投 | ボ 丨 ク | 失 点 | 自 責 点 | 防 御 率 | W H I P |
| --------- | --------- | ----- | ----- | ----- | ----- | -------- | ----- | ----- | -------- | ----------- | ----- | ----- | -------- | -------- | ----------- | -------- | ----- | -------- | -------- | ----- | -------- | ----- | -------- | -------- | ------- |
| 2005-2006 | VCL       | 12    | 12    | 0     | 0     | --       | 4     | 5     | 0        | --          | .444  | 204   | 47.0     | 40       | 1           | 28       | 1     | 6        | 42       | 4     | 0        | 21    | 20       | 3.83     | 1.45    |
| 2006-2007 | VCL       | 17    | 17    | 0     | 0     | --       | 4     | 3     | 0        | --          | .571  | 347   | 84.0     | 73       | 9           | 30       | 3     | 8        | 79       | 6     | 0        | 36    | 34       | 3.64     | 1.23    |
| 2007-2008 | VCL       | 16    | 12    | 0     | 0     | --       | 3     | 2     | 0        | --          | .600  | 230   | 47.2     | 66       | 4           | 22       | 7     | 4        | 27       | 5     | 0        | 35    | 30       | 5.66     | 1.85    |
| 2008-2009 | VCL       | 17    | 15    | 3     | 0     | --       | 7     | 2     | 0        | --          | .778  | 416   | 95.1     | 106      | 4           | 32       | 2     | 12       | 54       | 5     | 0        | 46    | 36       | 3.40     | 1.45    |
| 2009-2010 | VCL       | 17    | 17    | 1     | 0     | --       | 3     | 10    | 0        | --          | .231  | 505   | 115.1    | 120      | 8           | 39       | 1     | 20       | 71       | 3     | 0        | 55    | 49       | 3.82     | 1.38    |
| 2010-2011 | VCL       | 17    | 16    | 1     | 0     | --       | 8     | 4     | 1        | --          | .667  | 448   | 109.1    | 96       | 7           | 37       | 4     | 6        | 73       | 1     | 0        | 34    | 23       | 1.89     | 1.22    |
| 2011-2012 | VCL       | 15    | 15    | 3     | 0     | --       | 7     | 5     | 0        | --          | .583  | 418   | 99.1     | 98       | 4           | 28       | 2     | 3        | 61       | 2     | 0        | 41    | 32       | 2.90     | 1.27    |
| 通算：7年 | 通算：7年 | 111   | 104   | 8     | 0     | --       | 36    | 31    | 1        | --          | .537  | 2568  | 598.0    | 599      | 37          | 216      | 20    | 59       | 407      | 26    | 0        | 268   | 224      | 3.37     | 1.36    |

- 2012年度シーズン終了時
- キューバで通常用いられる個人通算成績は、プレーオフや選抜リーグなども合算するため、この表の合計とは一致しない

### タイトル
CNS
- 最優秀防御率：1回 （2011年）

### 代表歴
- 2009 ワールドポート・トーナメント キューバ代表
- 2009 IBAF ワールドカップ キューバ代表
- 2011 IBAFワールドカップ キューバ代表
- 2013 ワールド・ベースボール・クラシック・キューバ代表
- 2014年中央アメリカ・カリブ海競技大会野球キューバ代表
- 2015年パンアメリカン競技大会男子野球キューバ代表
- 2015 WBSCプレミア12 キューバ代表

## 参考資料
1. ↑  Naranjas de Villa Clara　Roster
2. ↑  侍ジャパンマッチ2012 日本代表メンバー[リンク切れ] NPB公式サイト (2012年11月6日) 2015年4月15日閲覧
3. ↑  キューバ代表メンバー[リンク切れ] NPB公式サイト (2012年11月6日) 2015年4月15日閲覧
4. ↑  キューバ代表来日　ＭＬＢ関係者も熱視線[リンク切れ] スポニチアネックス (2012年11月15日) 2015年4月19日閲覧
5. ↑  “2013 Tournament Roster” (英語). The official site of World Baseball Classic. 2015年2月19日時点のオリジナルよりアーカイブ。2016年6月6日閲覧。
6. ↑  TEAM ROSTERS CUBA Archived 2016年2月13日, at the Wayback Machine. The official site of World Baseball Softball Confederation （英語）
7. ↑  Frederich Cepeda, Other Cubans To Play Winter Ball In ColombiaBaseball America、2015年11月10日
8. ↑  Serie_Nacional Archived 2013年11月1日, at the Wayback Machine. - キューバ国内リーグのシーズン成績